# S-metil-5'-tioadenozin fosforilaza
-metil-5'-tioadenozin fosforilaza (EC 2.4.2.28, 5'-metiltioadenozin nukleozidaza, 5'-dezoksi-5'-metiltioadenozin fosforilaza, MTA fosforilaza,  fosforilaza,  fosforilaza, metiltioadenozin fosforilaza, metiltioadenozin nukleozid fosforilaza, 5'-metiltioadenozin:fosfat metiltio-D-ribozil-transferaza, S-metil-5-tioadenozin fosforilaza, S-metil-5-tioadenozin:fosfat -metil-5-tio-alfa--ribozil-transferaza) je enzim sa sistematskim imenom S-metil-5'-tioadenozin:fosfat -metil-5-tio-alfa--ribozil-transferaza. Ovaj enzim katalizuje sledeću hemijsku reakciju
S-metil-5'-tioadenozin + fosfat {\displaystyle \rightleftharpoons } adenin + S-metil-5-tio-alfa-D-riboza 1-fosfat
Ovaj enzim takođe deluje na 5'-dezoksiadenozin i druge analoge sa 5'-dezoksi grupama.

## Literatura
- Nicholas C. Price; Lewis Stevens (1999). Fundamentals of Enzymology: The Cell and Molecular Biology of Catalytic Proteins (Third изд.). USA: Oxford University Press. ISBN 019850229X.
- Eric J. Toone (2006). Advances in Enzymology and Related Areas of Molecular Biology, Protein Evolution (Volume 75 изд.). Wiley-Interscience. ISBN 0471205036.
- Branden C; Tooze J. Introduction to Protein Structure. New York, NY: Garland Publishing. ISBN 0-8153-2305-0.
- Irwin H. Segel. Enzyme Kinetics: Behavior and Analysis of Rapid Equilibrium and Steady-State Enzyme Systems (Book 44 изд.). Wiley Classics Library. ISBN 0471303097.

## Spoljašnje veze
- S-methyl-5'-thioadenosine+phosphorylase на 